# Гиков, Рафаил Борисович
Рафаи́л Бори́сович Ги́ков (2 сентября 1905, Харьков — 17 июля 1946) — советский оператор и кинорежиссёр, фронтовой кинооператор в годы Великой Отечественной войны.

## Биография
Родился 20 августа (2 сентября) 1905 года в Харькове в еврейской семье. Родители — балтский мещанин Берко Срулевич Гиков (1875—?) и слуцкая мещанка Сора-Лея Иоселевна Гикова (в девичестве Львова, 1878—?), заключили брак 21 февраля 1903 года в Харькове. В 1921 году переехал в Крым, где занимался фотографией, снимался в эпизодах на Ялтинской кинофабрике ВУФКУ. В 1924 году поступил в Государственный техникум кинематографии на актёрское отделение. Через год перевёлся на операторское отделение, которое окончил в 1929 году. 
C 1929 года работал оператором на киностудии «Совкино», затем «Союзкинохроника». Осенью 1929 года был командирован в Особую Дальневосточную армию для съёмок по заданиям штаба на ликвидации конфликта на Китайско-Восточной железной дороге.
Со времени учёбы в техникуме кинематографии обучался и на факультете литературы и искусства 1-го МГУ, который окончил в 1930 году. С 1932 года также работал как режиссёр. Преподавал во ВГИКе на кафедре операторского мастерства (1932—1941). Вдвоём с М. Ошурковым был руководителем документального фильма «Приём во ВГИК» (1938).
В июле 1941 года ушёл добровольцем на фронт. В званиях интендант 3 ранга, капитан, майор служил режиссёром-оператором в киногруппах Западного, Брянского фронтов, а с мая 1942 года — начальником фронтовых киногрупп Брянского, 2-м Прибалтийского, Забайкальского фронтов. Член ВКП(б) с 1942 года.
По окончании ВОВ оператор, режиссёр ЦСДФ. Кроме фильмов является автором киножурналов «На защиту родной Москвы» (№ 4, № 6), «Новости дня», «Советское искусство», «Союзкиножурнал».
За «использование служебного положения в личных целях и недобросовестное отношение к своей работе» был уволен со студии 19 февраля 1946 года. 17 июля того же года скончался в Москве. Похоронен на Новом Донском кладбище.

### Семья
Жена — Лидия Ильинична Степанова (урождённая Курпель, 1899—1962), режиссёр документального и научно-популярного кино.

## Фильмография
Оператор
- 1929 — Даёшь полный / За социалистический речной флот (совместно с Н. Самгиным)
- 1930 — Особая Дальневосточная (совместно с С. Гусевым, Леонтьевым)
- 1931 — Кто лучше? Кто скорее? (совместно с Н. Соловьёвым)
- 1931 — Мы видели лицо Европы (совместно с А. Щекутьевым, С. Гусевым)
- 1932 — Женева
- 1935 — Штурмуйте урожай
- 1939 — Особая Дальневосточная (совместно с С. Гусевым, Леонтьевым, Бейриховым, Кушешвили, В. Соловьевым)
- 1941 —  XXIV-й Октябрь в г. Куйбышеве (в соавторстве)
- 1941 — Военнопленные
- 1942 — День войны (в соавторстве)
- 1945 — Кинодокументы о зверствах немецко-фашистских захватчиков (в соавторстве)
- 1945 — Разгром Японии (в соавторстве)

Режиссёр
- 1929 — Даёшь полный / За социалистический речной флот
- 1930 — Комсомольский почин
- 1930 — Штурмуйте урожай
- 1931 — Кто лучше? Кто скорее?
- 1931 — Мы видели лицо Европы
- 1932 — Женева
- 1932 — Когда наступает вечер (совместно с И. Посельским)
- 1932 — Москва[10]
- 1932 — Штурмуйте урожай
- 1933 — Воздушный парад (1 мая 1933 года)
- 1933 — Делегаты I-го Всесоюзного съезда колхозников в гостях у Красной Армии (совместно с И. Посельским)
- 1933 — Навстречу двум морям (совместно с Г. Донцом)
- 1934 — XVII съезд ВКП(б)
- 1934 — А. В. Луначарский
- 1934 — На страже социализма (звуковой и немой варианты)
- 1934 — Парад войск Московского гарнизона в честь 17-го съезда ВКП(б)
- 1934 — Первая победа (Москва — Волгострой)
- 1934 — Съезд победителей
- 1936 — На стройке канала Москва — Волга
- 1937 — Волоколамский избирательный округ
- 1937 — Москва — Волга (звуковой и немой варианты)
- 1937 — Сыны трудового народа (Бойцы Красной армии на осенних учениях 1937 года) (совместно с И. Копалиным, М. Слуцким)
- 1938 — Испанские дети в СССР / Испанские дети в Москве
- 1938 — Москва сегодня (совместно с И. Посельским)
- 1938 — Праздник сталинских соколов (18 августа 1938 года. Воздушный парад в честь Дня авиации на аэродроме в Тушино)
- 1938 — Флагман Арктики (ледокол «Иосиф Сталин»)
- 1939 — Одиннадцать столиц (совместно с Л. Степановой)
- 1939 — Советский спорт (физкультурные занятия отдыхающих в санатории, матросов на корабле, дошкольников в детской колонии; тренируются спортсмены; физкультурные парады в Москве и Ленинграде)
- 1940 — Дорога в будущее (звуковой и немой варианты; совместно с Л. Степановой)
- 1941 — Военнопленные
- 1941 — Закон производства (работа Московского электролампового завода)
- 1941 — На лыжи
- 1941 — Танцы народов СССР
- 1943 — Орловская битва (совместно с Л. Степановой)
- 1944 — Восьмой удар (боевые действия советских войск по освобождению Прибалтики) (совместно с Л. Степановой)
- 1945 — Процесс Окулицкого и других (судебный процесс в Колонном зале Дома союзов по делу польского подполья)

## Награды
- орден Красной Звезды (21 февраля 1943)[11]
- орден Отечественной войны II степени (15 октября 1944)[12]
- орден Отечественной войны II степени (12 октября 1945)[13]
- медаль «За победу над Японией» (1945)[8]
- медаль «За победу над Германией в Великой Отечественной войне 1941—1945 гг.» (1945)[8]